# Yaozhan (socken i Kina, Hebei)
Yaozhan (kinesiska: 腰站乡, 腰站) är en socken i Kina. Den ligger i provinsen Hebei, i den norra delen av landet, omkring 250 kilometer nordost om huvudstaden Peking. Antalet invånare är 17 888. Befolkningen består av 8 854 kvinnor och 9 034 män. Barn under 15 år utgör 20,0 %, vuxna 15-64 år 71 %, och äldre över 65 år 7,0 %.
Genomsnittlig årsnederbörd är 635 millimeter. Den regnigaste månaden är juni, med i genomsnitt 161 mm nederbörd, och den torraste är januari, med 2 mm nederbörd.